# Gardenia schwarzii
Gardenia schwarzii är en måreväxtart som beskrevs av Christopher Francis Puttock. Gardenia schwarzii ingår i släktet Gardenia och familjen måreväxter. Inga underarter finns listade i Catalogue of Life.